# Acide 2,3-dihydroxybenzoïque
L'acide 2,3-dihydroxybenzoïque (2,3-DHB) est un composé organique aromatique. C'est l'un des six isomères de l'acide dihydroxybenzoïque (DHB), constitué d'un cycle benzénique substitué par deux fonction alcool (phénol) et une fonction acide carboxylique. Il se présente sous la forme d'un solide incolore.
Il est biosynthétisé à partir de l'acide chorismique, lui-même synthétisé à partir de l'acide shikimique.
Il fait partie de nombreux sidérophores, molécules complexant fortement les ions fer facilitant son absorption chez les bactéries. Ce fait peut s'expliquer par sa structure : le 2,3-DHB est constitué d'un groupe catéchol qui lorsqu'il est déprotoné peut lier fortement des centres fer, et sa partie acide carboxylique permet de rattacher la molécule à de nombreux composés via une liaison amide. On peut citer parmi ces sidérophores l'entérobactine, un sidérophore à haute affinité qui contient trois substituants, dihydroxybenzoyle liés au depsitripeptide de la sérine.